# Pacific Southwest Championships 1971
Il Pacific Southwest Championships 1971 è stato un torneo maschile professionistico di tennis giocato sul cemento a Los Angeles, negli Stati Uniti. È stata la 45ª edizione del torneo, che faceva parte del Pepsi-Cola Grand Prix 1971 e del Women's International Grand Prix 1971. Si è svolto al Los Angeles Tennis Center dell'UCLA dal 20 al 26 settembre 1971. Il torneo è famoso per il doppio default contemporaneo in finale delle tenniste Rosie Casals e Billie Jean King, unico caso della storia del tennis.

## Campioni

### Singolare maschile
Pancho Gonzales ha battuto in finale  Jimmy Connors con il punteggio di 3–6, 6–3, 6–3

### Doppio maschile
John Alexander /  Phil Dent hanno battuto in finale  Frank Froehling /  Clark Graebner con il punteggio di 7–6, 6–4

### Singolare femminile
Rosie Casals ha battuto in finale  Billie Jean King con il punteggio di 6–6 abbandono contemporaneo

### Doppio femminile
Rosie Casals /  Billie Jean King hanno battuto in finale  Judy Tegart-Dalton /  Françoise Dürr con il punteggio di 6–3 6–2